# Маленте
Маленте (нім. Malente) — громада в Німеччині, розташована в землі Шлезвіг-Гольштейн. Входить до складу району Східний Гольштейн.
Площа — 69,06 км2. Населення становить 10 895 ос. (станом на 31 грудня 2020).